# Frederik X
Frédéric X
Pour les articles homonymes, voir Frédéric de Danemark.
Frederik X, en français Frédéric X, né le 26 mai 1968 à Copenhague (Danemark), fils aîné de la reine Margrethe II et d'Henri de Laborde de Monpezat, est l'actuel roi de Danemark.
Il accède au trône le 14 janvier 2024, le jour de l'abdication de sa mère, qu'elle avait annoncée lors du traditionnel discours pour la nouvelle année le 31 décembre 2023.

## Enfance et jeunesse

### Naissance et famille
Frederik André Henrik Christian, prince de Danemark, naît le 26 mai 1968 au Rigshospital situé au centre de Copenhague.
Il est le premier fils de la reine Margrethe II, alors princesse héritière du Danemark, et du prince Henrik de Danemark, né Henri de Laborde de Monpezat. Selon la tradition, il reçoit le prénom de « Frederik », donné en alternance avec celui de « Christian ». Lors de sa naissance, son grand-père maternel Frédéric IX règne au Danemark, tandis que son arrière-grand-père maternel règne en Suède. En ligne agnatique il descend de la famille française de Laborde de Monpezat.
Le prince est baptisé, selon le rite luthérien, le 24 juin 1968 en l'église Holmens (en danois : Holmens Kirke ; en français : église des Marins, sous-entendu de la Marine royale danoise) à Copenhague. Il est le filleul de la princesse Anne-Marie de Danemark, reine des Hellènes (sa tante maternelle), du prince Georges de Danemark, du baron de Watteville-Berckheim et d'Étienne de Laborde de Monpezat (son oncle paternel). Sa naissance est suivie, l'année suivante, par celle de son frère unique, le prince Joachim.
Le 14 janvier 1972, le prince Frederik devient prince héritier de Danemark lorsque sa mère accède au trône.

### Études et formation
De 1974 à 1976, il suit des cours privés au palais d'Amalienborg. De 1976 à 1981, il étudie à l'école privée Krebs Skole à Copenhague. Il est élève et pensionnaire à l'École des Roches en France, en Normandie, à Verneuil-sur-Avre de 1982 à 1983 avec son frère Joachim, où ils font partie, ensemble, des élèves de la Colline. En juin 1986, il obtient son diplôme d'études secondaires (baccalauréat) au sein du lycée d'Øregård, institut public de Copenhague.
Frederik étudie à l'université Harvard de 1992 à 1993. Il obtient par la suite un master de sciences politiques de l'université d'Aarhus avec un mémoire sur la politique étrangère des États baltes,. Il parle, outre le danois, l'anglais, le français et l'allemand.
Le 16 octobre 1986, Frederik entre sous les drapeaux dans le régiment de la Garde royale (da) de Copenhague. Le 21 janvier 1987, le prince entre à l'école militaire de Svenborg. Il reçoit un enseignement militaire complet dans l'armée et la marine danoise et suit notamment un entraînement physique poussé. Il sert tout d'abord dans le régiment de la Reine puis dans le régiment des hussards de la Garde. Il reçoit l'enseignement d'une unité d'élite de commandos de marine et, de 2001 à 2002, l'enseignement de l'Académie militaire destiné aux officiers. En avril 2004, le prince Frederik est nommé officier supérieur dans les trois armes.

## Prince héritier de Danemark

### Représentant de la Couronne au niveau international
Le prince Frederik est en poste à l'ONU pour le compte de la représentation danoise en 1994 puis premier secrétaire à l'ambassade du Danemark à Paris d'octobre 1998 à octobre 1999.

### Parrainage d'associations
Depuis 2003, il est professeur à l'Académie de la Défense du Danemark.
Le prince patronne des institutions liées à la recherche scientifique, à l'environnement, à la politique étrangère, à la santé et au sport.
En 2009, il est l'auteur du livre Kongelig Polartokt (« L'Expédition polaire royale »), traitant des défis liés au climat, avec une préface écrite par Kofi Annan,,.
En 2006, le prince pose sa candidature au Comité international olympique[pas clair]. Il est élu en 2009.
En 2010, Frederik écrit la préface du livre Naturen og klimaændringer i Grønland sur le changement climatique au Groenland.

### Président de fondations
Le prince donne son nom à la fondation Prince héritier Frederik, qui parraine la recherche scientifique et des activités sportives à caractère social.
Il est président de la fondation Roi Frederik et Reine Ingrid, dont les fonctions sont humanitaires et culturelles.
Frederik a participé aux championnats d'Europe et du monde de voile. Il était le quatrième meilleur en Europe (Dragon Championships 2003) et le quatrième meilleur dans le monde (Farr 40 2008).

## Roi de Danemark
Après l'abdication de la reine Margrethe II le 14 janvier 2024, Frederik est proclamé roi de Danemark sous le nom de Frederik X (Frédéric X en français). Son fils Christian, deuxième dans l'ordre de succession, devient le nouveau prince héritier.
D'après la journaliste Daniela Elser, la liste civile du roi et son épouse — qui assure les dépenses de personnel, les frais de la maison royale, l'entretien des propriétés et les dépenses privées et se trouve exonérée d'impôts — pourrait atteindre l'équivalent de 10,4 millions de livres sterling par an, contre 2,5 millions quand Frederik était l'héritier du trône.

## Mariage et descendance
Frederik de Danemark épouse le 14 mai 2004 dans la cathédrale luthérienne de Copenhague l'Australienne Mary Donaldson (née le 5 février 1972 à Hobart en Tasmanie), devenue la princesse Mary de Danemark, qu'il a rencontrée aux Jeux olympiques de Sydney en 2000.
La cérémonie de mariage rassemble de nombreux dignitaires royaux, tels que le roi et la reine de Suède, Charles XVI Gustave et Silvia, les princes héritiers japonais et espagnol, Naruhito et Felipe, ou encore les princes britanniques Edward et Sophie de Wessex. Parmi les personnalités politiques présentes, figurent le gouverneur général d'Australie Michael Jeffery, le gouverneur de Tasmanie Richard Butler et Bernadette Chirac, épouse du président de la République française.
Les quatre enfants du couple portent le prédicat d'altesse royale et, comme le veut la tradition au Danemark, leurs prénoms n'ont été révélés que le jour de leur baptême :
- le prince Christian Valdemar Henri John de Glucksbourg, prince héritier de Danemark, comte de Monpezat (né le 15 octobre 2005), baptisé le 21 janvier 2006, premier dans l'ordre de succession au trône ;
- la princesse Isabella Henrietta Ingrid Margrethe de Glucksbourg, princesse de Danemark, comtesse de Monpezat (née le 21 avril 2007), baptisée le 1er juillet 2007, deuxième dans l'ordre de succession au trône ;
- le prince Vincent Frederik Minik Alexander de Glucksbourg, prince de Danemark, comte de Monpezat (né le 8 janvier 2011), né 26 minutes avant sa sœur jumelle, avec qui il est baptisé le 14 avril 2011[20]. Il est troisième dans l'ordre de succession au trône ;
- la princesse Josephine Sophia Ivalo Mathilda de Glucksbourg, princesse de Danemark, comtesse de Monpezat (née le 8 janvier 2011), baptisée avec son frère jumeau le 14 avril 2011[20]. Elle est quatrième dans l'ordre de succession au trône.

Minik et Ivalo, les prénoms portés par ses deux derniers enfants, sont des prénoms communs au Groenland, pays constitutif du royaume de Danemark.

## Titulature
- 26 mai 1968 - 14 janvier 1972 : Son Altesse Royale le prince Frederik de Danemark (naissance) ;
- 14 janvier 1972 - 29 avril 2008 : Son Altesse Royale le prince héritier ;
- 29 avril 2008 - 14 janvier 2024 : Son Altesse Royale le prince héritier, comte de Monpezat ;
- depuis le 14 janvier 2024 : Sa Majesté le roi, comte de Monpezat.

## Distinctions
Le roi a reçu plusieurs distinctions. L'une des plus surprenantes est l'honneur spécial[Quoi ?] de la Croix-Rouge danoise. Normalement, cette récompense est uniquement décernée aux anciens présidents de la Croix-Rouge danoise, mais une exception spéciale a été faite pour le roi à cette occasion.

### Décorations nationales
- Souverain de l’ordre de l’Éléphant depuis le 14 janvier 2024
  -  Chevalier de l'ordre de l'Éléphant, du 14 janvier 1972 au 14 janvier 2024 ;
- Grand-maître de l’ordre de Dannebrog depuis le 14 janvier 2024
  -  Grand commandeur de l'ordre de Dannebrog, du 1er janvier 2004 au 14 janvier 2024.

### Décorations étrangères
- Grand-croix, 1re classe de l'ordre du Mérite  Allemagne
- Grand cordon de l'ordre de Léopold  Belgique
- Grand-croix de l'ordre national de la Croix du Sud  Brésil
- Grand-croix de l'ordre de Rio Branco  Brésil
- Chevalier de 1re classe de l'ordre de Stara Planina  Bulgarie
- Grand-croix de l'ordre du Mérite  Chili
- Chevalier grand-croix de l'ordre royal d'Isabelle la Catholique  Espagne
- Grand-croix de l'ordre de la Croix de Terra Mariana  Estonie
- Grand-croix de l'ordre de la Rose Blanche  Finlande
- Grand-croix de la Légion d'honneur  France (2025)
- Grand-croix de l'ordre national du Mérite  France
- Grand-croix de l'ordre de l'Honneur  Grèce
- Grand-croix de l'ordre du Faucon  Islande
- Chevalier grand-croix de l'ordre du Mérite de la République italienne‎  Italie
- Chevalier grand-croix de l'ordre du Chrysanthème  Japon
- Chevalier grand-croix de l'ordre suprême de la Renaissance  Jordanie
- Grand-croix de l'ordre des Trois Étoiles  Lettonie
- Grand-croix de l'ordre d'Adolphe de Nassau  Luxembourg
- Grand-croix de l'ordre de l'Aigle aztèque, classe spéciale  Mexique
- Membre de l'ordre royal d’Ojaswi Rajanya  Népal
- Grand-croix de l'ordre de Saint-Olaf  Norvège
- Chevalier Grand-croix de l'ordre du Lion néerlandais  Pays-Bas
- Récipiendaire de la Médaille d'inauguration du Roi Willem-Alexander  Pays-Bas
- Grand-croix de l'ordre de l'Étoile de Roumanie  Roumanie
- Chevalier de l'ordre des Séraphins  Suède
- Récipiendaire de la médaille de l'insigne du 70e anniversaire du roi Charles XVI Gustave  Suède
- Chevalier grand-croix de l'ordre de la Chula Chom Klao  Thaïlande

## Armes et étendards

Monogramme du prince Frederik.
Monogramme du prince Frederik et de la princesse Mary.
Étendard du prince Frederik.
Armoiries du prince Frederik.

Étendard royal (jusqu'en 2024).
Étendard royal (depuis 2024).
Armoiries royales (jusqu'en 2024).
Armoiries royales (depuis 2024).